# Shwetaungtet
Cette page contient des caractères spéciaux ou non latins. S’ils s’affichent mal (▯, ?, etc.), consultez la page d’aide Unicode.
Shwetaungtet (birman ရွှေတောင်တက်, ʃwè dàuɴ tɛʔ ; 1312–1340) fut le troisième roi de Sagaing, dans le centre de la Birmanie (République de l'Union du Myanmar). Il régna de 1336 à 1340. Il monta sur le trône en renversant son père le roi Tarabya I. Trois ans plus tard, en février 1340, il fut tué par son premier ministre Nandapangyan, désireux de placer sur le trône Kyaswa, le fils cadet de Sawyun, le fondateur du royaume. Son père Tarabya, toujours emprisonné à Sagaing, fut lui aussi mis à mort.